# Hans Jacobson
Hans Olov Dan Jacobson (* 17. März 1947 in Enskede; † 9. Juli 1984 in Handen) war ein schwedischer moderner Fünfkämpfer und Degenfechter. Mit dem Degen wurde er Olympiasieger und dreifacher Weltmeister.

## Erfolge
Hans Jacobson gewann bei den Fünfkampfweltmeisterschaften 1967 in Jönköping zusammen mit Björn Ferm und Hans-Gunnar Liljenwall die Mannschafts-Silbermedaille. Wiederum mit Ferm und Liljenwall wurde er bei den Olympischen Spielen 1968 in Mexiko-Stadt Dritter in der Mannschaftswertung. Die gewonnene Bronzemedaille wurde ihnen jedoch bald darauf wieder aberkannt, weil Liljenwall als erster Sportler überhaupt in einem vom IOC durchgeführten Dopingtest überführt worden war. Er war mit 0,81 Promille Alkohol gedopt gewesen.
Danach verlegte sich Jacobson nur auf die Disziplin Degenfechten aus dem Modernen Fünfkampf und gewann 1969 bei den Weltmeisterschaften in Havanna Bronze mit der Mannschaft, 1971 in Wien ebenfalls. 1973 holte er bei den Weltmeisterschaften in Göteborg Silber im Einzel hinter seinem Landsmann Rolf Edling. 1974 und 1975 wurde er Mannschaftsweltmeister, jeweils vor dem deutschen Team.
Bei den Olympischen Spielen 1976 in Montreal holte er mit der Mannschaft Gold vor dem deutschen Team, das die Einzelwertung dominiert hatte. Es ist bisher die einzige Goldmedaille für Schweden in dieser Disziplin.
1977 wurde er erneut Mannschaftsweltmeister. 1978 in Hamburg erfocht er Bronze sowohl im Einzel als auch mit der Degen-Mannschaft. 1980 nahm er noch einmal bei den Olympischen Spielen 1980 in Moskau teil und belegte mit der Mannschaft den fünften Platz.